# Emmesomyia socia
Emmesomyia socia är en tvåvingeart som först beskrevs av Fallen 1825.  Emmesomyia socia ingår i släktet Emmesomyia och familjen blomsterflugor. Arten är reproducerande i Sverige. Inga underarter finns listade i Catalogue of Life.